# Église Sainte-Savine de Sainte-Savine
L'église Sainte-Savine est une église située à Sainte-Savine, en France.

## Description
Parmi son mobilier se trouve le tombeau de Ragnégisile, évêque de Troyes qui est classé.

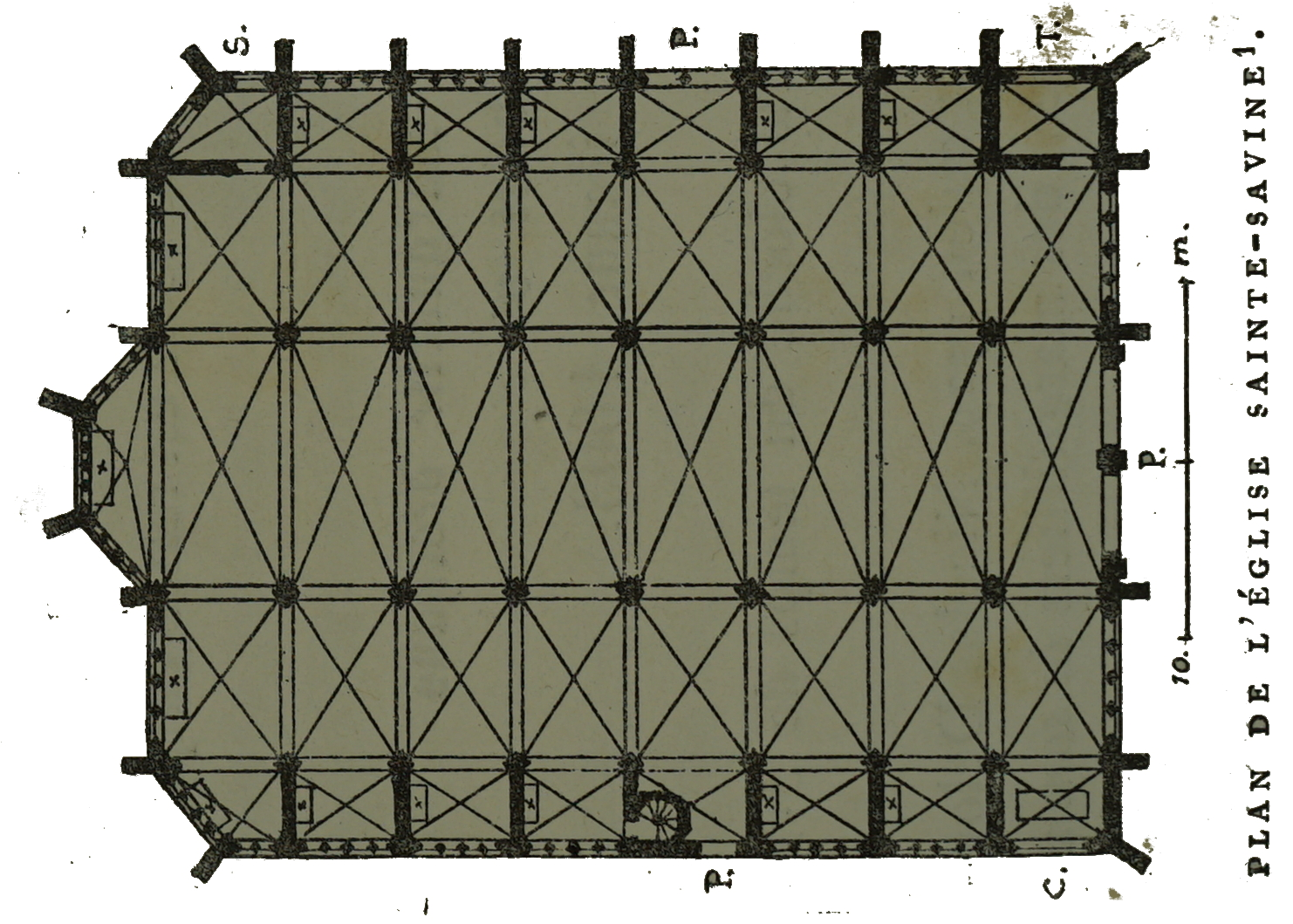
Son plan ;
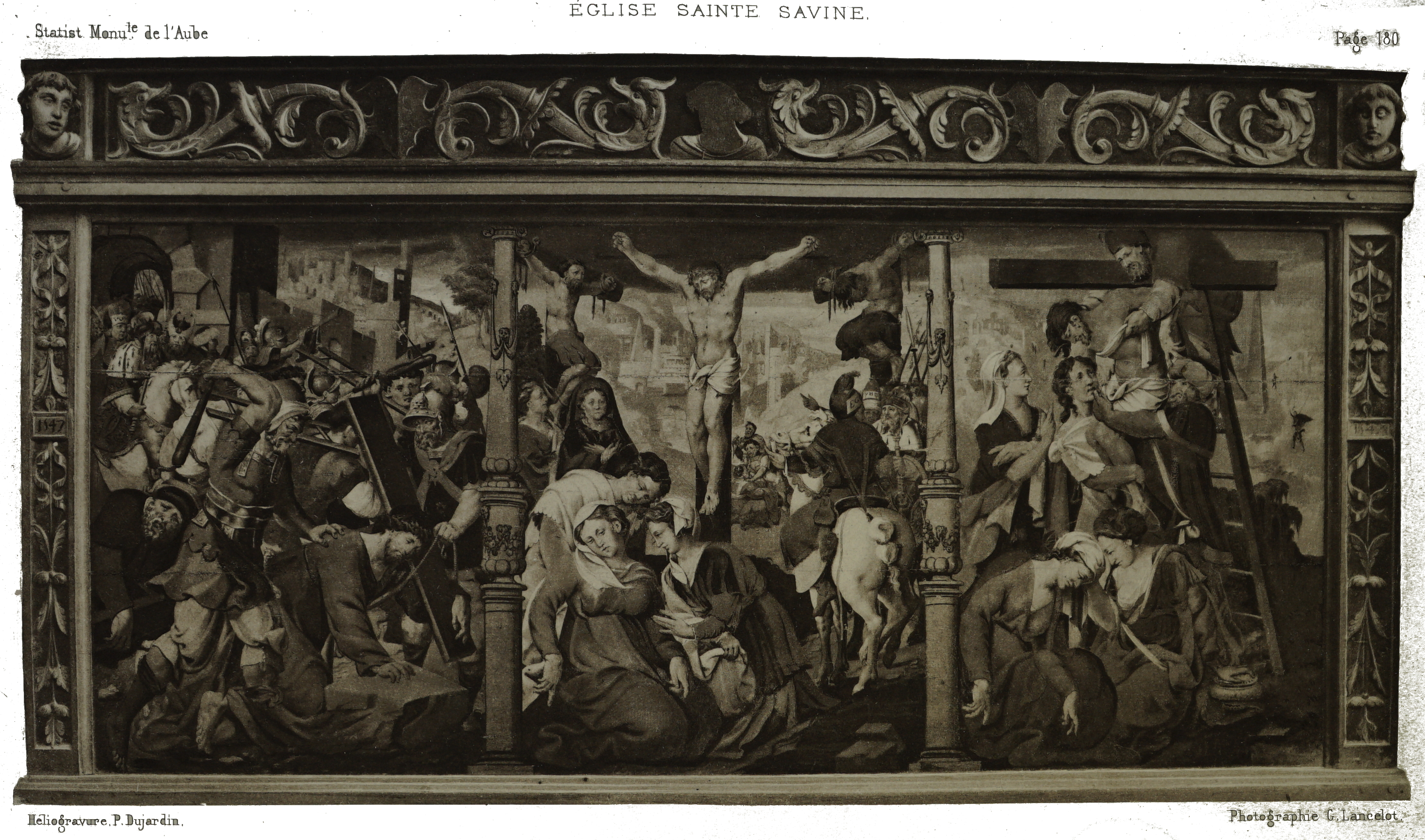
tableau de la crucifixion[3] ;
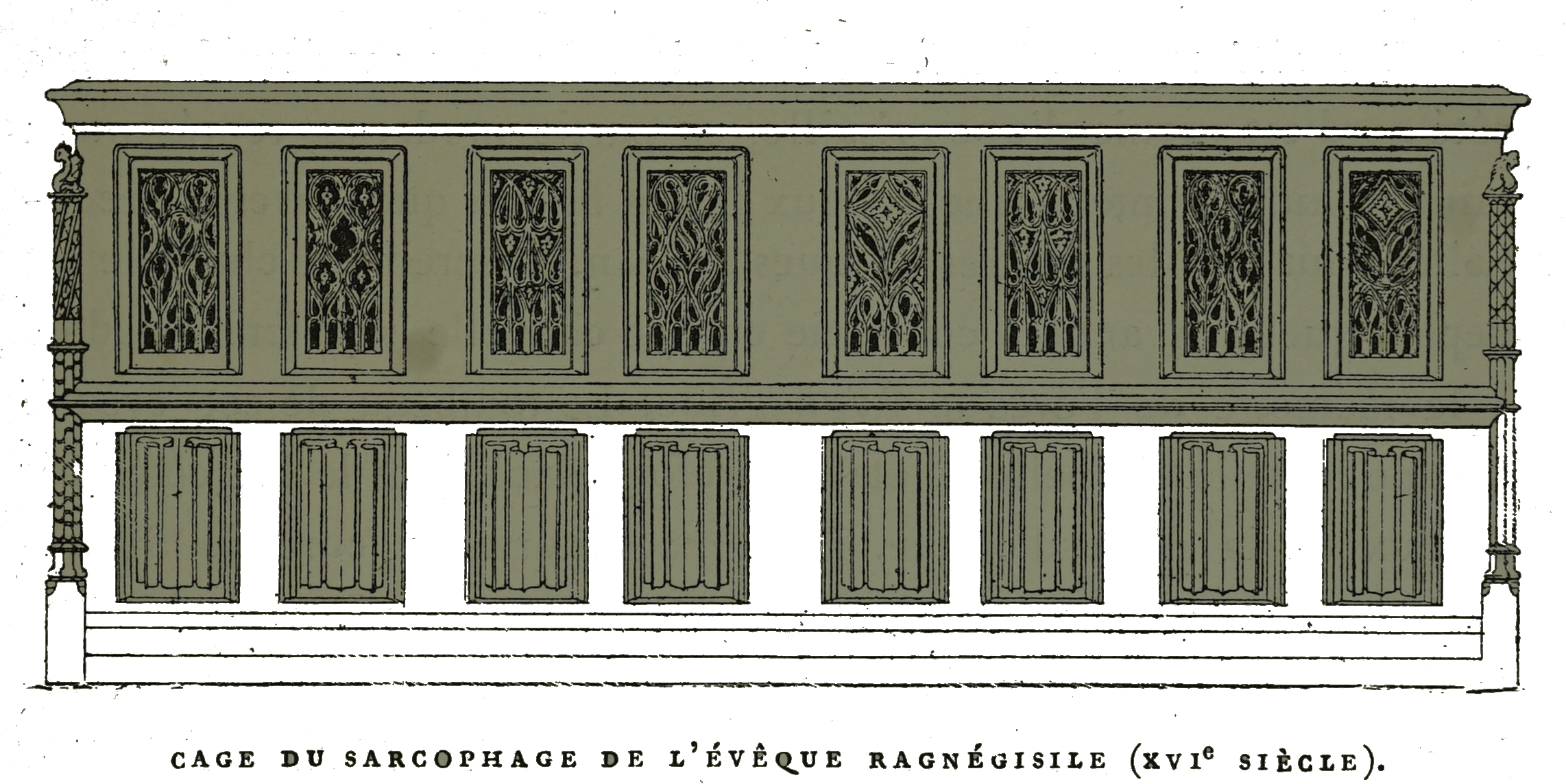
tombeau par Charles Fichot ;
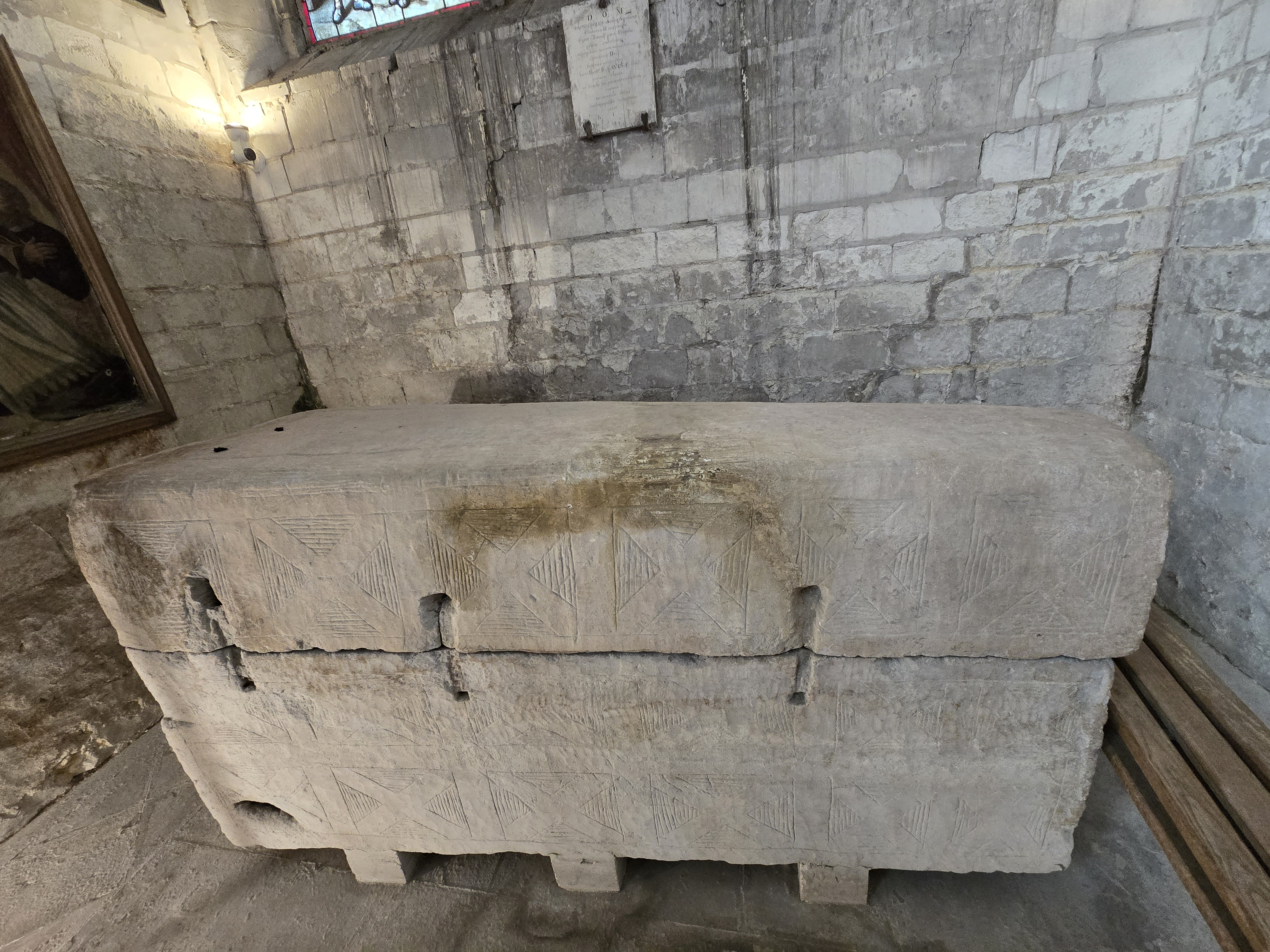
Sarcophage de l'évêque Ragnégisile, autrefois recouvert par le tombeau en bois[4].

## Localisation
L'église est située sur la commune de Sainte-Savine, dans le département français de l'Aube.

## Historique
L'édifice est classé au titre des monuments historiques en 1921.
Jean-Charles Courtalon-Delaistre en fut le curé pendant quinze années.

## Galerie

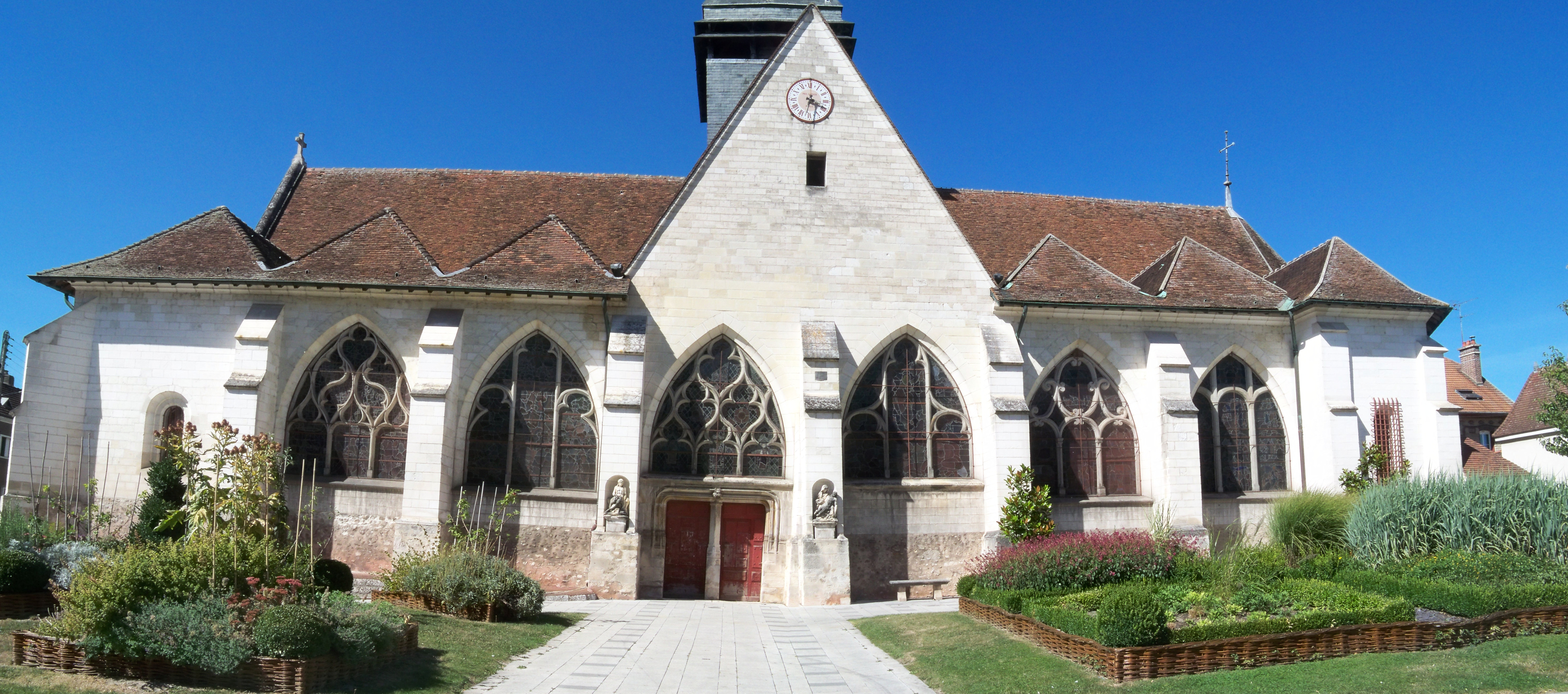
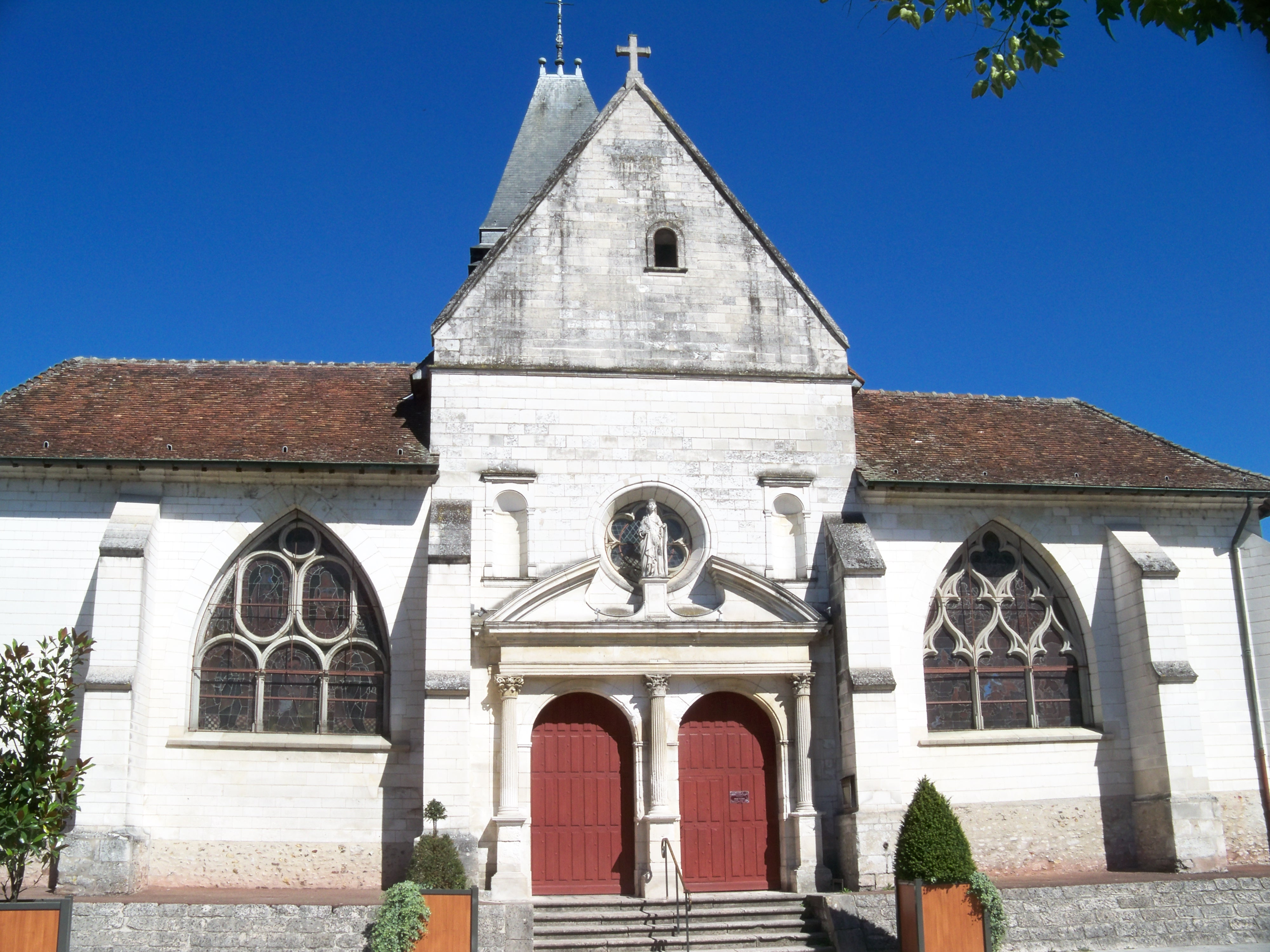
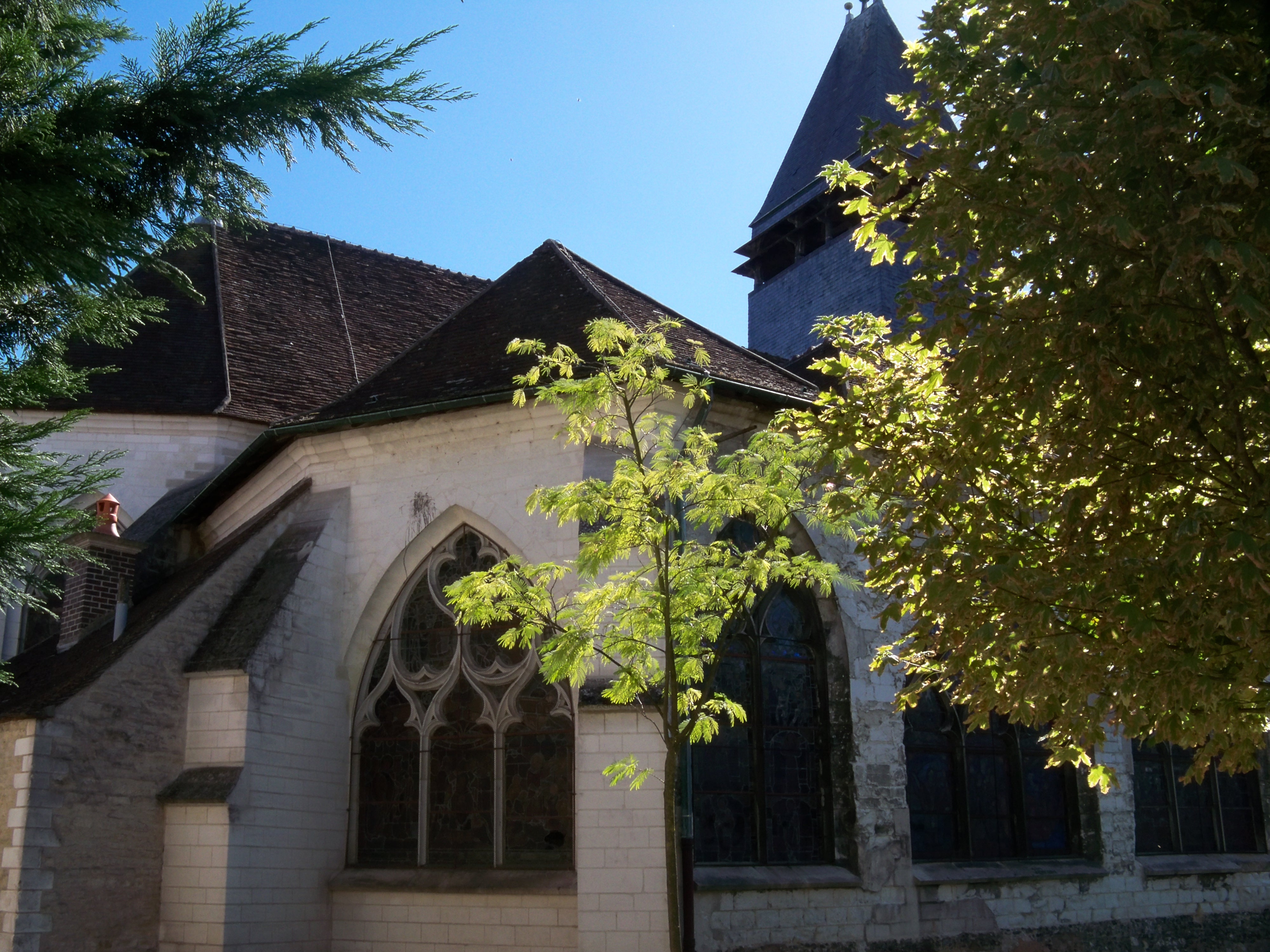
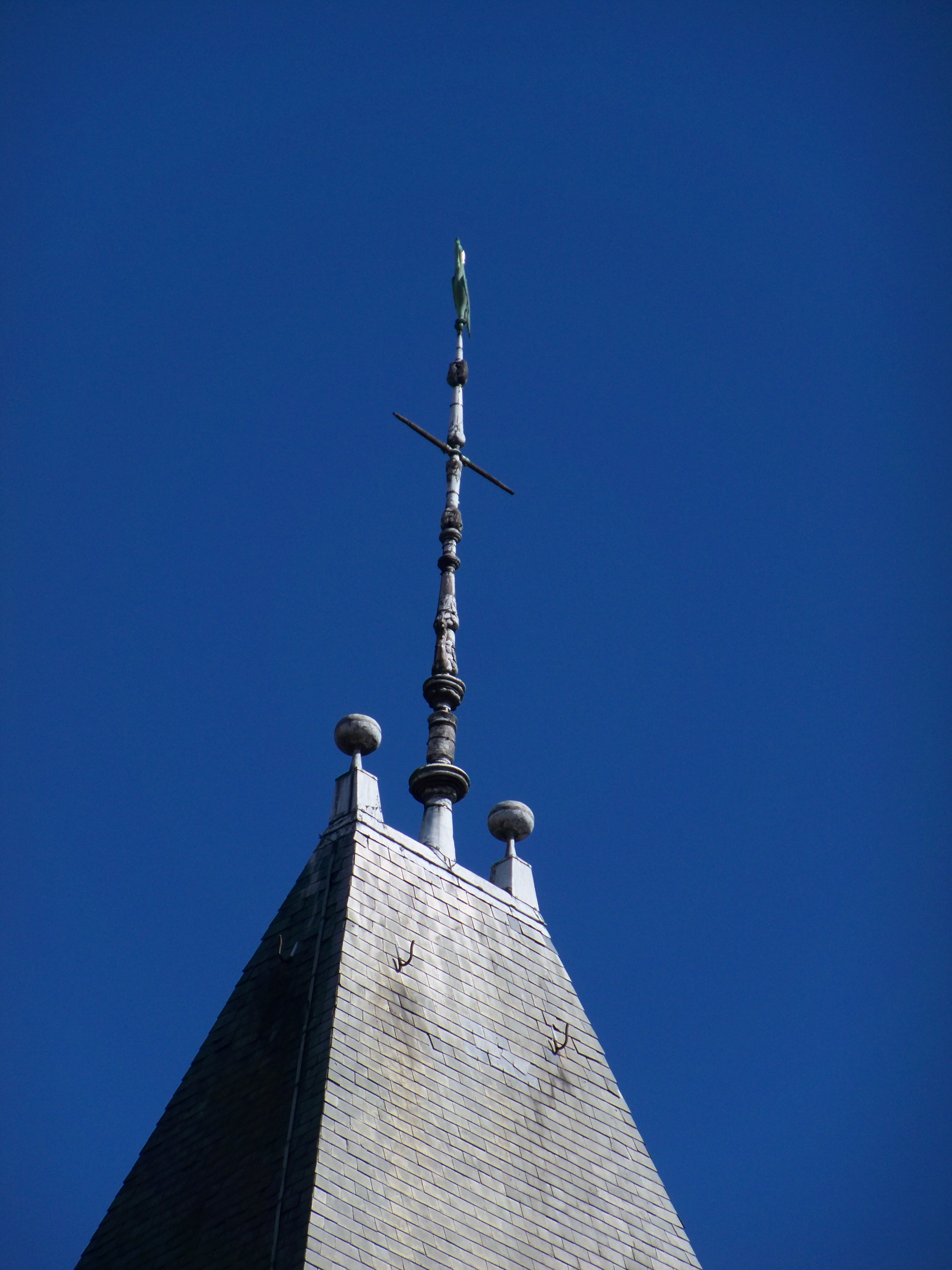
La croix de clocher.